# Binjamin Wilkomirski
 Binjamin Wilkomirski ist das Pseudonym des Schweizers Bruno Dössekker (* 12. Februar 1941 in Biel als Bruno Grosjean), der sich unter diesem Namen als Holocaust-Überlebender darstellte.
Bruno Dössekker ist ein ausgebildeter Klarinettist und autodidaktischer Instrumentenbauer, der in der Deutschschweiz lebt. Er wurde ab 1995 als Binjamin Wilkomirski bekannt, als der er Lebenserinnerungen veröffentlicht hatte. Nachdem die Lebensgeschichte als Konfabulation entlarvt wurde, wird er teilweise als literarischer Betrüger, teilweise als Opfer falscher Erinnerungen eingeschätzt. Auf die anschliessende Debatte geht der Begriff Wilkomirski-Syndrom zurück.

## Ich-Erzählung

### Veröffentlichung 1995
Binjamin Wilkomirski veröffentlichte 1995 im zur Suhrkamp-Gruppe gehörenden und von Thomas Sparr geleiteten Jüdischen Verlag das Buch Bruchstücke. Aus einer Kindheit 1939–1948. Die Publikation, die im Stil einer Autobiographie verfasst war, beschrieb in fragmentarischer Form und hauptsächlich aus der Perspektive eines Kindes Erlebnisse aus dem Leben des Ich-Erzählers aus der Zeit des Nationalsozialismus in Lettland und anderen Ländern.
Als früheste Erinnerung schilderte der Autor, wie er als kleines jüdisches Kind in Riga der Ermordung eines Mannes durch «Uniformierte» habe zusehen müssen. Dieser Mann sei möglicherweise sein Vater gewesen – der Ich-Erzähler nennt nirgends sein Geburtsdatum, sei aber anscheinend damals zu klein gewesen, um sich genauer erinnern zu können. Nachdem er sich dann zusammen mit seinen Brüdern auf einem Bauernhof in Polen habe verstecken können, sei er verhaftet worden und in zwei Konzentrationslager gekommen. Im ersten Lager sei er seiner sterbenden Mutter, an die er vorher keine Erinnerung gehabt habe, ein letztes Mal begegnet. Nach der Befreiung aus dem Vernichtungslager sei er zunächst in ein Waisenhaus nach Krakau und dann in die Schweiz verbracht worden. Dort habe er erst durch jahrzehntelange Nachforschung seine nur bruchstückhaft erinnerte (und von seinen Schweizer Adoptiveltern tabuisierte) Vergangenheit rekonstruieren können.

### Verbreitung der Geschichte
Bruchstücke wurde in zwölf Sprachen übersetzt. Gelegentlich verglich man den Autor mit Elie Wiesel, Anne Frank oder Primo Levi. Entgegen einer häufig kolportierten Behauptung war sein Buch jedoch nirgends ein Bestseller.
Der Autor selbst trat bei vielen Gelegenheiten vor einem beeindruckten Publikum als Zeitzeuge und Experte auf, sei es vor Schulklassen, in den Medien oder bei wissenschaftlichen Veranstaltungen zur Schoah und zu deren Folgeproblemen (etwa zur fehlenden Identität von Überlebenden, die während der Schoah noch im Kindesalter waren). Er gab angesehenen Archiven Videointerviews und liess sich in Fernsehdokumentationen porträtieren. Zudem erhielt er für sein Werk drei bedeutende Preise. Bei seinen öffentlichen Auftritten präzisierte er überdies vieles, was im publizierten Text ungesagt oder im Vagen geblieben war. So nannte er mündlich die Namen der KZs, in denen er sich aufgehalten habe (Majdanek und Auschwitz), oder erwähnte, dass er selbst Opfer bestialischer Menschenversuche gewesen sei.

## Enthüllung

### Tatsächliche Herkunft
In einem Artikel vom 27. August 1998 in der Wochenzeitung Weltwoche enthüllte der Schweizer Autor Daniel Ganzfried, selbst ein Sohn Überlebender des Holocausts, dass Wilkomirski in Wahrheit Bruno Grosjean heisse und der uneheliche Sohn der Schweizerin Yvonne Grosjean sei. Nach einem Aufenthalt in einem Waisenhaus in Adelboden sei er von dem wohlhabenden und kinderlosen Ehepaar Dössekker (Ganzfried schrieb den Namen in Schweizer Hochdeutsch immer mit oe: Doessekker – was in der Folge von vielen Printmedien übernommen wurde) aus Zürich adoptiert worden. Die KZs kenne er nur als Tourist.
Wilkomirski und seine Befürworter wiesen Ganzfrieds Angriffe zurück.
Die American Orthopsychiatric Association verlieh Wilkomirski noch im April 1999 den Hayman Award for Holocaust and Genocide Studies für die Förderung «des Verstehens von Holocaust und Völkermord».
Ganzfried konnte im Folgenden seine Vorwürfe belegen, während dies Wilkomirski nicht gelang.

### Entstehung der Lebenslegende
Anfang April 1999 engagierte die Literaturagentur Liepman, die Wilkomirskis Manuskript an die Verlage vermittelt hatte, den Zürcher Historiker Stefan Mächler für eine umfassende Abklärung. Sein Bericht wurde im Herbst 1999 fertiggestellt und ein Jahr später unter dem Titel «Der Fall Wilkomirski» veröffentlicht. Darin kommt der Historiker zu dem Schluss, dass die angebliche Autobiographie in wesentlichen Punkten den historischen Fakten widersprach. Darüber hinaus konnte der Historiker darlegen, wie Wilkomirski bzw. Bruno Grosjean seine fiktive Lebensgeschichte über Jahrzehnte allmählich entwickelt hatte. Auslöser dafür könnte eine Therapie gewesen sein, die Dössekker helfen sollte, verdrängte Erinnerungen wiederzuerlangen. Dabei beschreibt Mächler, dass Wilkomirskis angebliche Erfahrungen in Polen vielfach mit realen Begebenheiten aus seiner Schweizer Kindheit korrespondierten. So konnte er den Bauernhof, auf dem er als Kind gelebt hatte, bis ins kleinste Detail beschreiben. Der einzige Unterschied war, dass der sich in der Schweiz befand, nicht in Polen. Auch die von Dössekker berichteten Misshandlungen hatten, wie Zeitzeugen bestätigten, wirklich stattgefunden, nur eben nicht in dem Kontext, an den er sich zu erinnern glaubte. Tatsächlich war es seine Pflegemutter gewesen, die ihn misshandelte. Der Autor hatte offensichtlich eigene konkrete Erfahrungen in einem komplexen Prozess der Verschiebung und Umarbeitung in eine Schoah-Kinderbiographie verwandelt – wie bewusst und geplant er dabei vorging, bleibt dahingestellt. Mächler zeigt sich skeptisch gegenüber Ganzfrieds Behauptung, dass Wilkomirski bzw. Grosjean ein «kalt planender, systematisch vorgehender Fälscher» sei. Er neigt zur Ansicht, dass dieser auch selbst an seine fiktive Geschichte glaubte, also einer Erinnerungsfälschung aufgesessen sei. Mächler kritisiert die «Recovered Memory Therapy». Sie könne nicht die historische Wahrheit ans Tageslicht befördern, sondern liefere vielmehr eine Interpretation für bis dahin unverständliche, oft sprachlose Erinnerungsbilder: «Die Notwendigkeit, für einen namenlosen Horror Worte zu finden, öffnet ein Tor für Konfabulationen.»

### Weitere Reaktionen
2002 ergänzte Ganzfried unter dem Titel Die Holocaust-Travestie eine «dokumentarische Erzählung» seiner Rechercheerfahrungen. Seiner Ansicht nach würden Teile des Kulturbetrieb «in Häufchen holocaustiges absondern» (S. 22). Laut Presseberichten hielt er sich dabei nicht immer genau genug an die Fakten. Nur Wochen später legte Mächler weitere Resultate aus seinen Recherchen sowie Reflexionen zur Bedeutung des Falles vor.
Untersuchungsergebnisse der Bezirksanwaltschaft des Kantons Zürich bestätigten indirekt, dass Bruchstücke erfunden war. Die Behörden hatten einen DNA-Test bei Wilkomirski und dem noch lebenden biologischen Vater Bruno Grosjeans veranlasst, der positiv ausgefallen war. Anlass für diese Abklärung war eine private Strafanzeige gegen «Dössekker und Konsorten» wegen Betrug und unlauteren Wettbewerbs gewesen, die die Behörden im Dezember 2002 mangels strafrechtlich relevanter Tatbestände einstellten.
Ruth Klüger berichtete 2008 im zweiten Teil ihrer Autobiographie unterwegs verloren. Erinnerungen, dass Siegfried Unseld den ersten Teil weiter leben. Eine Jugend als «nicht literarisch genug» abgelehnt und später der Leiter des Jüdischen Verlags bei Suhrkamp ihr gegenüber Wilkomirskis Bruchstücke als das «wahrste, beste, eigentliche Erlebnisbuch eines Kindes, das den Holocaust überlebt hat», bezeichnet habe.

## Folgen
Die Entlarvung Wilkomirskis löste 1998 bis 2000 in den Medien Debatten aus. Besonders in Deutschland war der Fall Anlass, den Umgang mit der NS-Vergangenheit zu thematisieren und zu kritisieren.
In der Schweiz waren Banken und Behörden damals gerade in internationale Auseinandersetzungen über ihre frühere Haltung gegenüber dem Dritten Reich verwickelt.
Die seither stattfindenden Fachdiskussionen machen deutlich, dass der Fall in vielen Wissensgebieten exemplarisch Anlass zur Diskussion grundlegender Fragen abgibt, etwa zum literarischen Genre der Autobiographik, zur Historiographie der Schoah, zu ihrer Aufarbeitung als Vergangenheitsbewältigung, zum vergangenheitspolitischen Status der Schoah als universale Opfererzählung, zur Oral History, zur Gedächtnistheorie, zur Traumatheorie, zum therapeutischen Umgang mit Erinnerungen usw.
In nachfolgenden Diskussionen über andere Personen, die sich jüdische Opfer- und Verfolgungsbiographien angeeignet haben, wurde von Schoeps und Dieckmann die Bezeichnung Wilkomirski-Syndrom geprägt, als eine Form des „False-Memory-Syndroms“.

## Werke
- Bruchstücke. Aus einer Kindheit 1939–1948. Jüdischer Verlag, Frankfurt am Main 1995, ISBN 3-633-54100-4.

## Dokumentarfilm
- Rolando Colla: W. – Was von der Lüge bleibt. 2020, 111 Min.[18][19][20]